# Турист (ресторан)
Турист — ресторан, располагавшийся в дореволюционном Санкт-Петербурге по адресу Невский Проспект 110. Он является первым задокументированным рестораном в городе, где подавали шведский стол в течение всего дня. До этого некоторые рестораны занимались подобным с начала XX века, но это относилось к завтракам. 
«Турист» был открыт в 1915 году Л.М. Сазоновой на месте «Бара-Экспресса». Заплатив 1 рубль и 25 копеек, посетитель мог в любом количестве брать с общего стола безалкогольные напитки, закуски и горячие блюда. Турист также был рестораном самообслуживания, то есть посетители брали блюда самостоятельно, прислуга ресторана занималась уборкой столов. Заплатив 1,5 рублей за закусочный стол в «Баре-Туристе», посетитель мог взять винегрет, соленья, маринады, грибы, телятину, ассорти из колбас, сыров, заливное из рыбы. В «Туристе» также подавали бульон с рисом, перловый суп, консоме жульен, антрекот, бефстроганов, кокиль из рыбы, сливочное мороженое и т. д. Алкогольных напитков не было. 